# Schloss Weiler (Bessenbach)

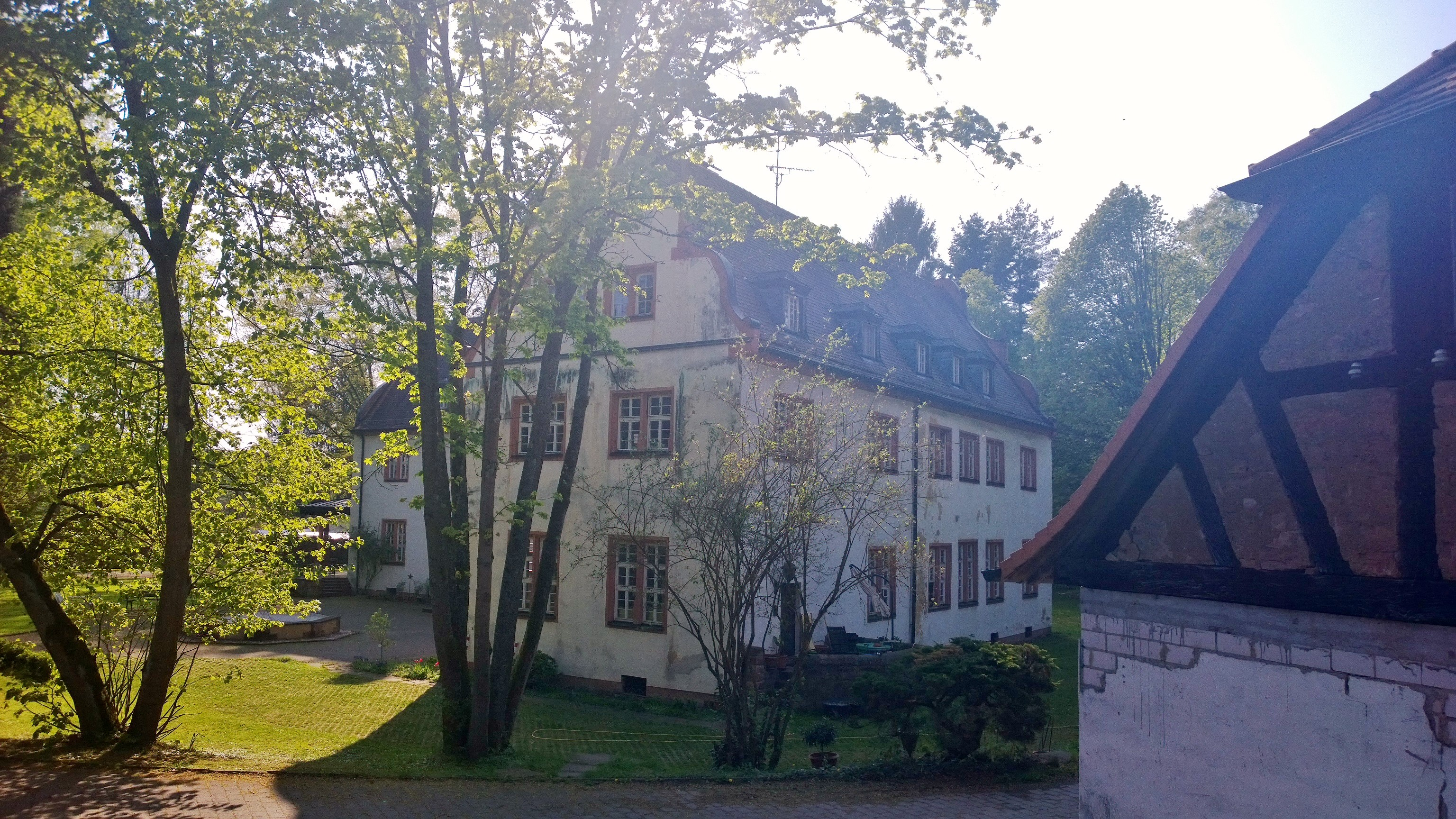
Schloss Weiler

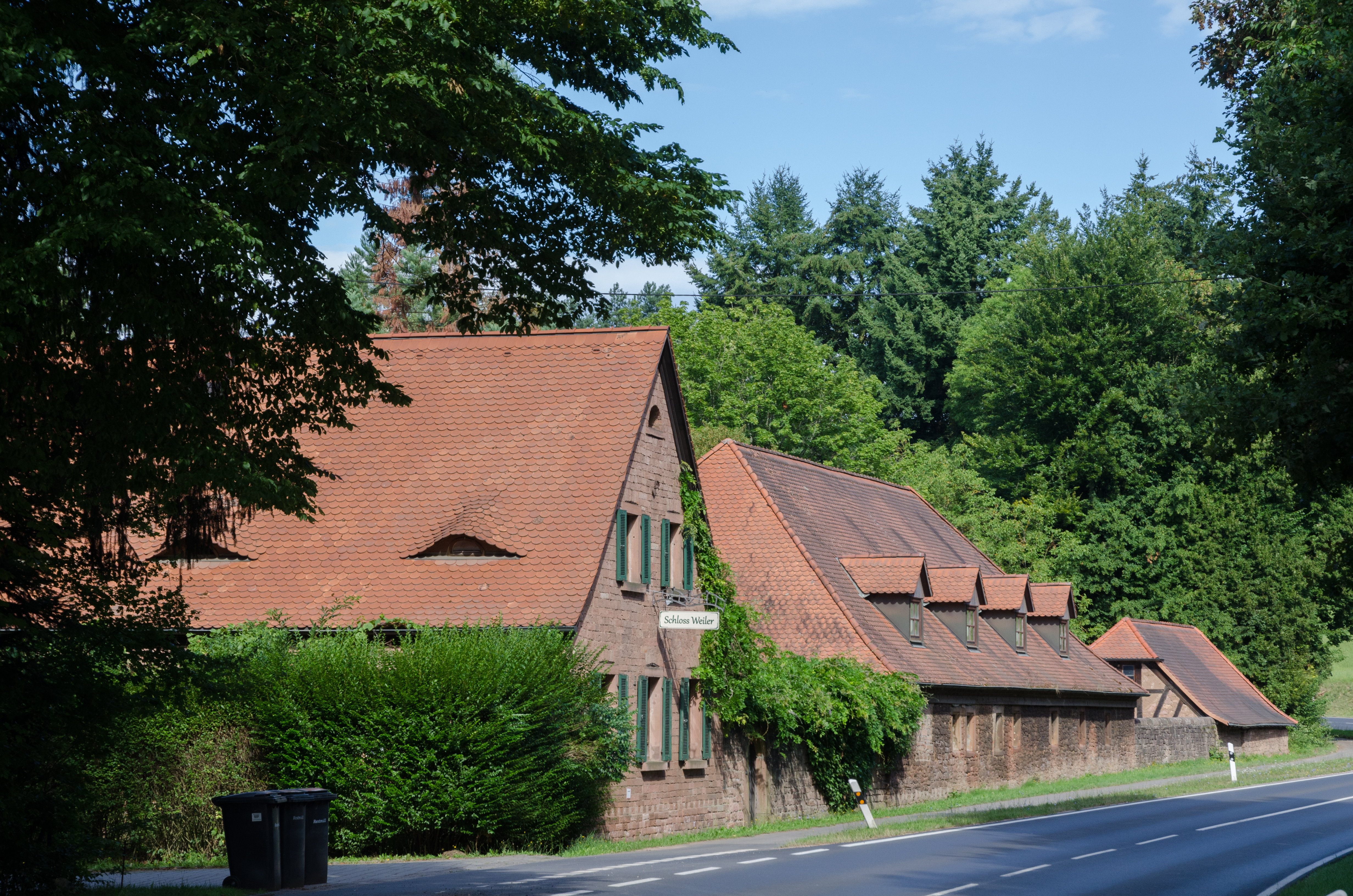
Nebengebäude

Schloss Weiler ist neuzeitliches Schloss und Baudenkmal in der Einöde Weiler, einem Ortsteil der Gemeinde Bessenbach im Landkreis Aschaffenburg im bayerischen Regierungsbezirk Unterfranken.
Schloss Weiler ist ein massiver zweigeschossiger Zweiflügelbau der Spätrenaissance aus dem 17. Jahrhundert mit Satteldach und Schweifgiebeln, umgeben von einer kleinen Parkanlage und einigen Wirtschaftsgebäuden.

## Lage
Das Schloss mit seinen Nebengebäuden und dem Park liegt am Ausgang des oberen Aschafftales.
In unmittelbarer Nähe verläuft südwestlich die Bundesautobahn 3 und deren Ausfahrt 62 Bessenbach/Waldaschaff. Zwischen dieser und dem Schloss fließt das Flüsschen Aschaff in einem nordwestlichen Bogen nach Westen Richtung Aschaffenburg vorbei. Nördlich das ehemalige Schlossgelände schneidend verläuft die Ortsstraße von Waldaschaff (heute Kreisstraße AB 4) entlang der Schlossmauer.

## Geschichte
Die Grafen von Schönborn ließen das heutige Gebäude in den Jahren 1653 bis 1667 als Wasserschloss erbauen, an der Stelle eines Vorgängerbaus, einer Wasserburg aus dem Jahr 1255 der im 16. Jahrhundert ausgestorbenen Herren von Weiler. Die Wasserburg selbst war wiederum die Nachfolgeburg der Wahlmich.
Der Wassergraben der überbauten Burg wurde später aufgefüllt und in einen Park umgewandelt.
Während des 20. Jahrhunderts wurde das Schloss etliche Jahre lang von einer arabischen Familie bewohnt.
Seit Herbst 2008 gehört das Anwesen der Harbor House Foundation, einem Jugendhilfeverein mit Sitz in der Nähe von Oklahoma City (USA), die es für einen Kaufpreis von 1,9 Millionen Euro erworben hat. Seither wird es als Ausbildungs- und Seminarzentrum für die Jugendleiter des Vereins genutzt. Das Schloss ist auch der Sitz eines Catering-Unternehmens und aufgrund seiner romantischen Kulisse ein beliebter Ort für Hochzeitsfeierlichkeiten, außerdem finden Konzerte und ein Weihnachtsmarkt statt. Da sich das Schloss im Privatbesitz befindet, ist es nicht öffentlich zugänglich und wird nur für besondere Veranstaltungen geöffnet.
In der bayerischen Denkmalliste ist das Schloss unter der Aktennummer D-6-71-112-40 mit den Teilen Schloss, Torhaus, Einfahrtstor und Schlossmauer verzeichnet.
Seit Beginn des russischen Angriffskriegs auf die Ukraine werden in Schloss Weiler ukrainische Flüchtlinge versorgt und beherbergt.